# Рачич, Йосип
Йосип (Иосиф) Рачич (хорв. Josip Račić; 1885—1908) — хорватский художник-импрессионист и график, один из важнейших представителей хорватской современной живописи.

## Биография

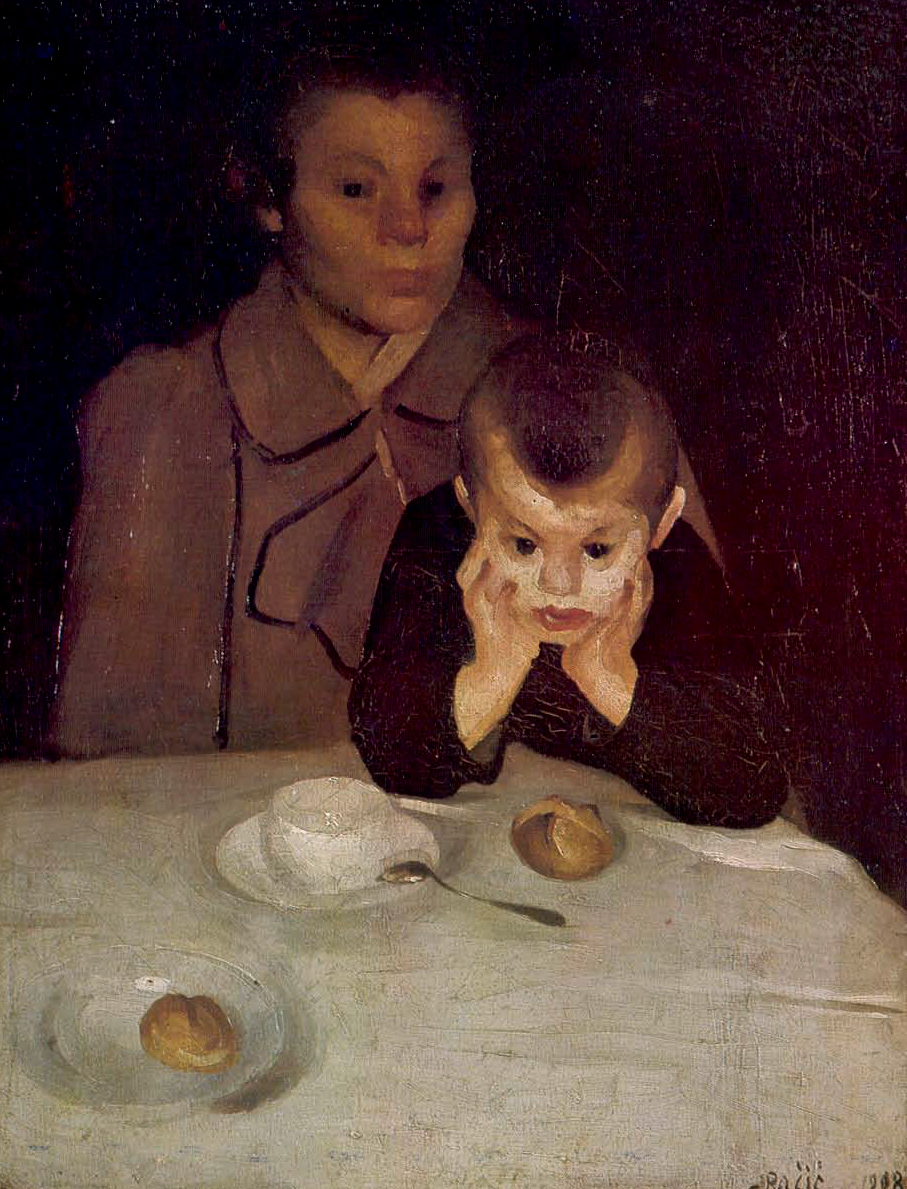
Majka i dijete (Мать и ребёнок), 1908 год

Родился 22 марта 1885 года под Загребом.
С 1892 по 1896 годы учился в школе для мальчиков в Загребе (ныне Josip Juraj Strossmayer Elementary School). Здесь его учителем рисования был художник Отон Ивекович. Затем обучался с 1896 по 1900 годы в Королевской высшей школе Загреба (ныне здесь находится музей Мимара).
C 1900 по 1903 годы Йосип изучал литографию у Владимира Рожанковского, который являлся мастером-ремесленником и владельце  литографской мастерской в Загребе. В 1904 году он отправился в Мюнхен, чтобы продолжить своё обучение в школе Антона Ажбе, который распознал в Рачиче талант художника и предложил работать у него. В 1905 году некоторое время Йосип работал в литографской мастерской немецкой фирмы Deutsches Verlag R. Bong und Comp в Берлине, и в этом же году поступил в Мюнхенскую академию художеств, где учился в течение трех лет — с 1905 по 1908 годы. В то время Мюнхен был центром европейской художественной школы реализма, постимпрессионизма, символизма и модерна. Его педагогами были Johann Herterich, Ludwig Herterich и Гуго фон Габерман.
Йосип Рачич, наряду с Мирославом Кралевичем, Владимиром Бецичем и Оскаром Германом, был членом известной группы художников хорватской школы (нем. Die Kroatische Schule). В хорватской истории искусства они назывались Munich Circle или Munich Four («Мюнхенский кружок» или «Четвёрка мюнхенцев»). В 1908 году Рачичи переехал в Париж, где копировал произведения из Лувра, писал собственные произведения парков, рек, кафе, а также портреты.
Погиб 19 июня 1908 года от огнестрельных ранений в одном из номеров парижской гостиницы. Причины самоубийства до сих пор остаются невыясненными. Произведения Йосипа Рачича представлены в постоянной коллекции Галереи современного искусства в Загребе.